# Pseudopachystylum goniaeoides
Pseudopachystylum goniaeoides là một loài ruồi trong họ Tachinidae.